# Strekking (taalkunde)
Met de strekking, teneur of portee van een geschreven of gesproken tekst wordt in het algemeen een bepaald idee bedoeld dat de spreker of schrijver aan het beoogde publiek probeert duidelijk te maken, hetzij in letterlijke vorm hetzij min of meer impliciet, bijvoorbeeld door middel van stijlfiguren zoals de allusie (zinspeling). Vooral artikelen in opiniebladen met bijvoorbeeld een politiek thema bevatten meestal een duidelijke strekking. Een voorbeeld is deze samenvatting van een artikel over de grenzen aan vrijheid van meningsuiting uit De Groene Amsterdammer (06-03-2009):
"Het debat over de vrijheid van meningsuiting, dat gevoed en opgestookt blijft worden door Geert Wilders, leidt steeds vaker tot verwarring. Termen en definities eroderen, de rol van het recht en de staat is onduidelijk. Terug naar de basis. En: mag echt alles gezegd worden?" 
De kern van het hier ingeleide artikel is: "Vrijheid van meningsuiting mag door de staat aan banden worden gelegd wanneer sommige mensen dit begrip zo ruim opvatten, dat ze op grond hiervan het recht menen te hebben om door het verkondigen van hun eigen mening andere bevolkingsgroepen in een kwaad daglicht te plaatsen."  Deze boodschap of strekking wordt hier in feite in een paar woorden al samengevat, om vervolgens in het artikel zelf in detail te worden uitgewerkt.